# Steccherinum hydneum
Steccherinum hydneum är en svampart som beskrevs av Rick ex Maas Geest. 1974. Steccherinum hydneum ingår i släktet Steccherinum och familjen Meruliaceae.   Inga underarter finns listade i Catalogue of Life.